# 永不满足：我的家族如何制造出了世界上最危险的人
《永不满足：我的家族如何制造出了世界上最危险的人》（英語：Too Much and Never Enough: How My Family Created the World's Most Dangerous Man）是第45任美國總統唐納德·特朗普姪女瑪麗·特朗普於2020年7月14日委託西蒙與舒斯特出版的一本家族自傳書籍，也是首部由唐納·川普家族成員撰寫的川普家族史。2020年6月底，唐納德·特朗普的弟弟羅伯特·特朗普试图阻止瑪麗·特朗普出版回忆录，但纽约的一位法官允許回忆录發行。
瑪麗·特朗普在書中對叔父唐納德·特朗普持有負面評價，認為叔父喜歡撒謊和自戀，用金錢衡量他人，並披露叔父是找槍手代考才通過大学预科和SAT考试。但替考一事遭到白宮否認。

## 外部鏈接
- . Simonandschuster.com.   [2020-07-11]. （原始内容存档于2020-07-03）.